# Chelostoma xizangense
Chelostoma xizangense là một loài Hymenoptera trong họ Megachilidae. Loài này được Wu mô tả khoa học năm 1982.